# Prix Jean-Besré
 (mai 2023).
Le prix Jean-Besré est un prix canadien qui souligne la contribution d'une personne, d'une œuvre ou d'un télédiffuseur s'étant illustré au cours de l'année par l'originalité et l'excellence de son travail. Il est remis par l'Académie canadienne du cinéma et de la télévision dans le cadre des prix Gémeaux.

## Lauréats
- 2003 - Marc Labrèche
- 2004 - Isabelle Langlois
- 2008 - Jocelyn Barnabé
- 2009 - Les Invincibles
- 2017 - District 31[2]